# Todd Beamer
Todd Morgan Beamer (Flint, 24 november 1968 - Somerset County, 11 september 2001) was een passagier aan boord van United Airlines-vlucht 93 die tijdens de aanslagen op 11 september 2001 samen met een aantal andere passagiers een poging deed om de kapers van het vliegtuig te overmeesteren.

## Biografie
Todd Morgan Beamer werd geboren in Flint in de staat Michigan op 24 november 1968. Beamer studeerde af op Wheaton College in 1991. In datzelfde jaar, op 2 november, had Beamer zijn eerste date met Lisa Brosius, met wie hij in 1994 trouwde. Later verhuisden zij naar Princeton in de staat New Jersey, waar Beamer ging werken bij Oracle Corp waar hij software van applicaties en databases verkocht, en in 2000 verhuisden ze naar Cranbury. De twee waren van plan om op 2 november 2001 hun 10-jarig samenzijn te vieren.

## Aanslag en overlijden
Op 11 september 2001 was Todd Beamer een van de 44 passagiers aan boord van United Airlines-vlucht 93. Het vliegtuig steeg op op Newark Liberty International Airport. Van de 44 passagiers waren er vier van hen kapers die later het vliegtuig probeerden over te nemen. Het doel van de kapers was een zelfmoordactie in Washington D.C. op óf het Witte Huis óf het Capitool (wat achteraf deels mislukt was omdat beide doelwitten al waren ontruimd). Tijdens de kaping probeerde Beamer zijn vrouw Lisa te bellen, maar werd later doorverbonden omdat hij haar niet van streek wou maken, aangezien zij zwanger was. Terwijl Beamer en een aantal andere passagiers probeerden de kapers te overmeesteren sprak hij de legendarische woorden:
Are you guys ready? Okay. Let's roll! (Zijn jullie klaar, jongens? Okay, daar gaan we!).
Nadat Beamer en andere passagiers boven Greensburg een poging deden om de kapers te overmeesteren, sprak een van de daders de takbir uit, pakte de stuurknuppel en gaf het een draai naar rechts, waardoor het vliegtuig ondersteboven terechtkwam en een flinke duik naar beneden maakte. Even later stortte United Airlines-vlucht 93 neer in de buurt van Shanksville in de staat Pennsylvania. Zowel Todd als de andere 43 passagiers hebben de kaping niet overleefd. 